# اورسته بیانکولی
اورسته بیانکولی (ایتالیایی: Oreste Biancoli؛ ۲۰ فوریهٔ ۱۸۹۷ – ۲۵ نوامبر ۱۹۷۱) کارگردان فیلم و فیلم‌نامه‌نویس اهل ایتالیا بود. او برای ۹۲ فیلم بین سال‌های ۱۹۳۰ و ۱۹۸۶ میلادی فیلم‌نامه نوشت. همچنین نُه فیلم را از سال ۱۹۳۸ تا ۱۹۵۲ میلادی کارگردانی کرد. بیانکولی در بولونیای ایتالیا متولد شد و در رم از دنیا رفت.

## گزیدهٔ فیلم‌شناسی
- شبی با تو (۱۹۳۲)
- سواره‌نظام (۱۹۳۶)
- راهزن (۱۹۴۶)
- قلب و روح (۱۹۴۸)
- مردان خشن (۱۹۶۰)
- پونتیوس پیلاطس (۱۹۶۲)
- عشق و ازدواج (۱۹۶۴)